# Аватар: Последњи владар ветрова (ТВ серија из 2024)
Аватар: Последњи владар ветрова (енгл. Avatar: The Last Airbender) америчка је телевизијска серија коју је развио Алберт Ким за Netflix. Играна је адаптација истоимене анимиране серије коју су створили Брајан Конецко и Мајкл Данте Димартино за Nickelodeon.
Прва сезона је приказана 22. фебруара 2024. Добила је помешане рецензије критичара. Остварила је велику гледаност и била најгледанији садржај на платформи Netflix у неколико држава. У марту 2024. наручене су друга и трећа сезона.

## Радња
Дечак познат као Анг мора овладати моћима четири елемента како би спасио свет који ратује и поразио немилосрдног непријатеља који жели да га заустави.

## Улоге
| Глумац           | Улога       |
| ---------------- | ----------- |
| Гордон Кормје    | Анг         |
| Киавентио        | Катара      |
| Ијан Осли        | Сока        |
| Далас Љу         | Зуко        |
| Пол Сун-Хјунг Ли | Ајро        |
| Кен Ланг         | Жао         |
| Данијел Де Ким   | Озаи        |
| Мија Чех         | Тоф Беифонг |

## Епизоде
| Бр. еп. | Наслов         | Редитељ       | Сценариста                                         | Премијера         |
| ------- | -------------- | ------------- | -------------------------------------------------- | ----------------- |
| 1       | Анг            | Мајкл Гој     | Алберт Ким, Мајкл Данте Димартино и Брајан Конецко | 22. фебруар 2024. |
| 2       | Ратници        | Мајкл Гој     | Џошуа Хејл Фијалков                                | 22. фебруар 2024. |
| 3       | Омашу          | Џабар Раисани | Кристина Бојлан                                    | 22. фебруар 2024. |
| 4       | У тами         | Џабар Раисани | Кили Макдоналд                                     | 22. фебруар 2024. |
| 5       | У свету духова | Роузен Љанг   | Гејбријел Ланас                                    | 22. фебруар 2024. |
| 6       | Маске          | Роузен Љанг   | Уба Мухамед, Хантер Риес и Брајан Конецко          | 22. фебруар 2024. |
| 7       | Север          | Џет Вилкинсон | Одри Вонг Кенеди                                   | 22. фебруар 2024. |
| 8       | Легенде        | Џет Вилкинсон | Алберт Ким                                         | 22. фебруар 2024. |